# Drimia sanguinea
Drimia sanguinea är en sparrisväxtart som först beskrevs av Schinz, och fick sitt nu gällande namn av John Peter Jessop. Drimia sanguinea ingår i släktet Drimia och familjen sparrisväxter. Inga underarter finns listade i Catalogue of Life.

## Bildgalleri

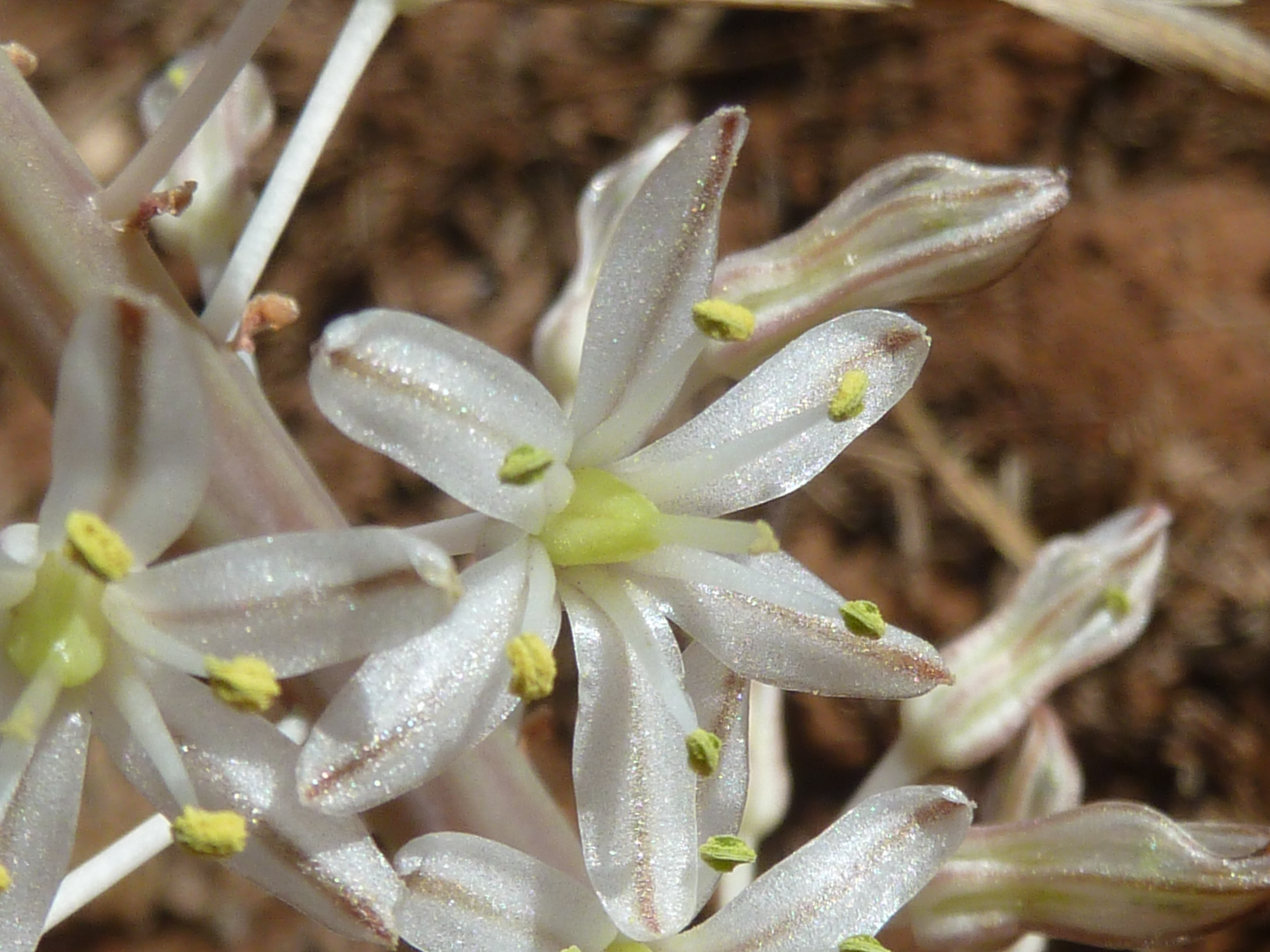
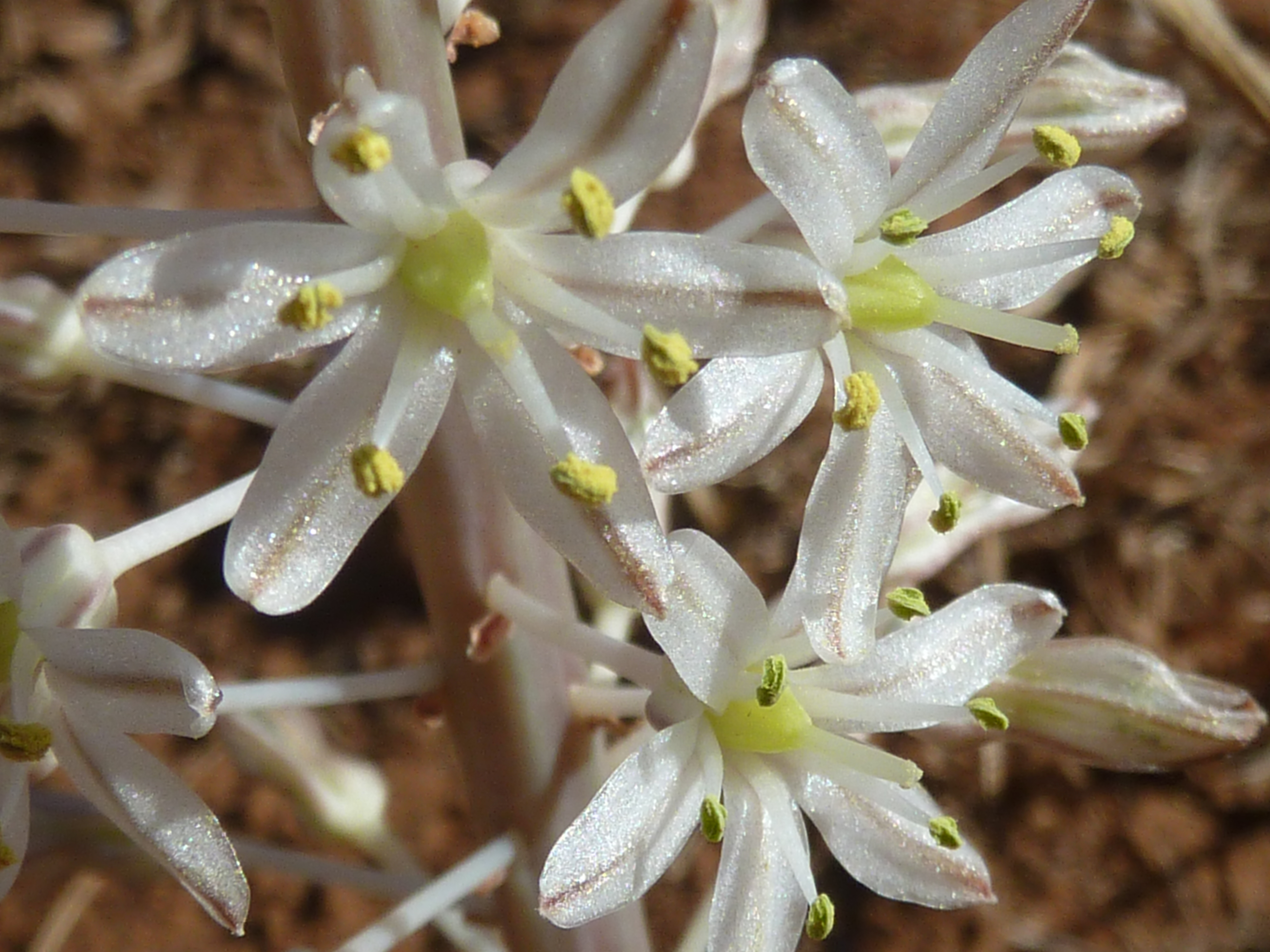
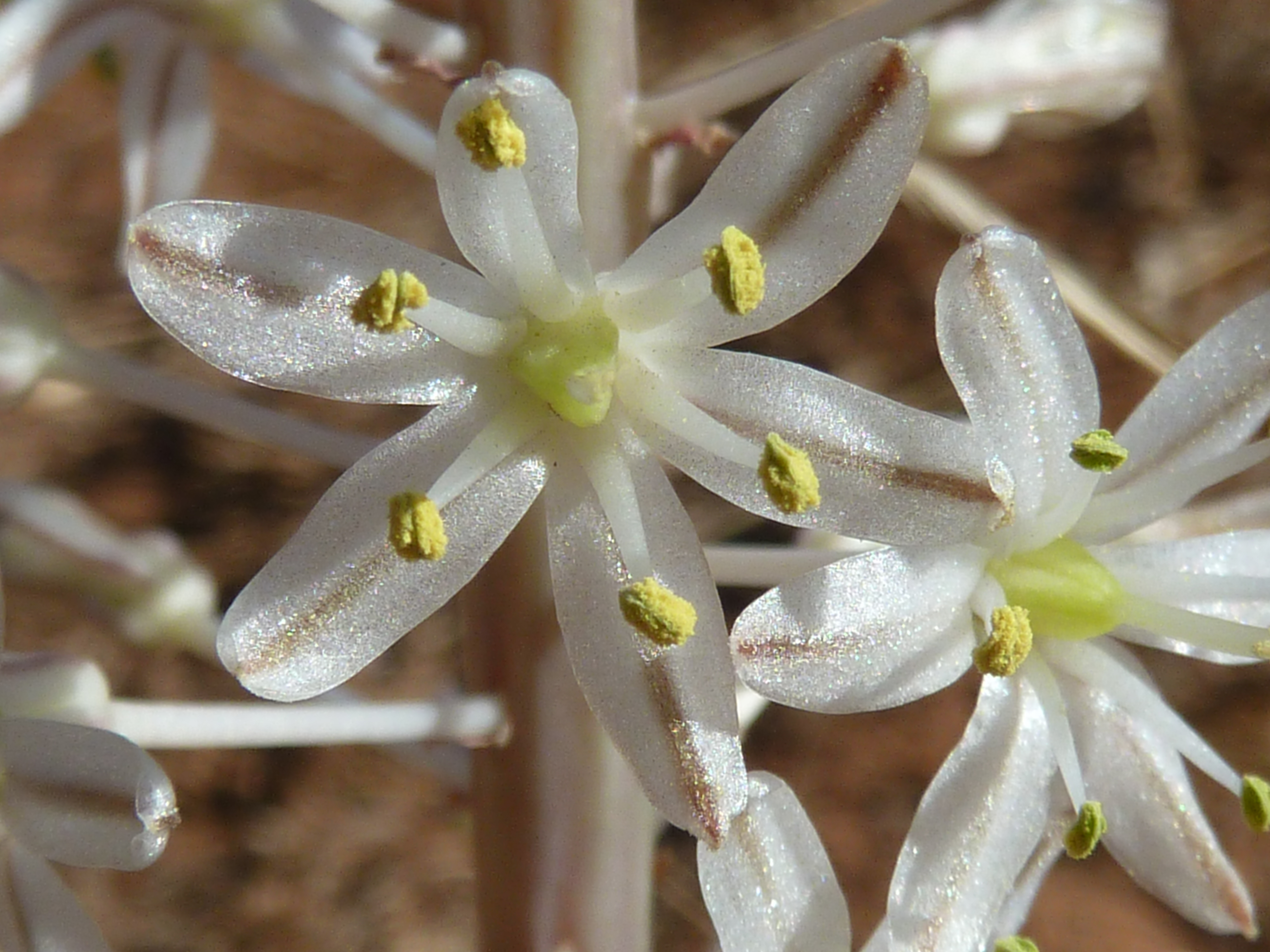